# Daniels County
Daniels County is een county in de Amerikaanse staat Montana.
De county heeft een landoppervlakte van 3.694 km² en telt 2.017 inwoners (volkstelling 2000). De hoofdplaats is Scobey.

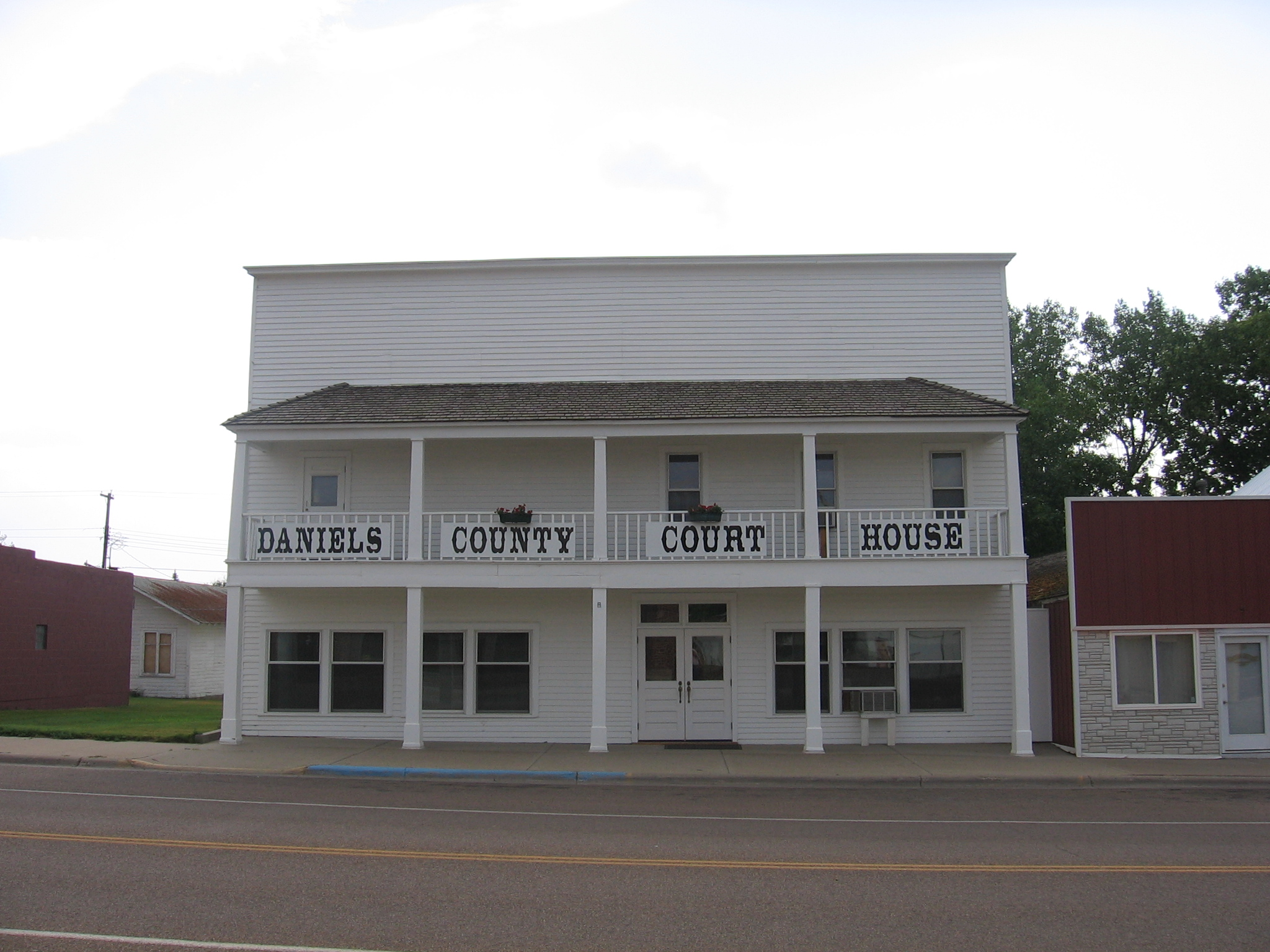
Daniels County Courthouse